# Khoros, LLC
Khoros, LLC é uma empresa de software de engajamento de clientes que oferece soluções para gerenciadores de comunidades online, marketing de mídia social, análise de mídia social, atendimento digital e gerenciamento de conteúdo. A empresa surgiu em 2019, a partir da fusão de duas empresas líderes no setor: Spredfast e Lithium Technologies.
Khoros tem sua sede em Austin, Texas, e possui escritórios em São Francisco, Portland, Nova Iorque, Londres, Bangalore, Paris, Sydney e Hamburgo. O maior escritório da empresa fica em Austin e tem quase 500 funcionários. Em 2022, Khoros tinha mais de 1 500 funcionários e trabalhava com mais de 2 000 marcas globalmente.

## História

### Spredfast
Foi fundada em 2008, em Austin, Texas, por um grupo de engenheiros de software e especialistas em marketing social. A empresa se destacou como uma startup, recebendo quase 140 milhões de dólares em investimentos entre 2008 e 2016.[carece de fontes?]
Em 2012, Spredfast realizou sua primeira conferência anual de usuários, o Smart Social Summit, com o objetivo de promover o aprendizado e a troca de experiências entre os profissionais de mídia social. Ao longo dos anos, Spredfast expandiu seu portfólio de produtos e serviços, adquirindo a Mass Relevance, uma empresa de curadoria social que integrava tweets à TV, em 2014, e a Shoutlet, uma empresa de marketing social baseada em dados, em 2015. In August 2015, Spredfast acquired data-focused social marketing company Shoutlet. Antes de se fundir com a Lithium em 2018, Spredfast contava com mais de 500 funcionários e atendia mais de 650 clientes em 84 países.

### Lithium
Foi fundada em 2001, por um grupo que incluía Dennis Fong, Lyle Fong, Michel Thouati, Kirk Yokomizo, John Joh, Nader Alizadeh, Michael Yang e Matt Ayres. A empresa desenvolveu uma plataforma de software que permite às marcas criar e gerenciar comunidades online para seus clientes.[carece de fontes?]
Além disso, Lithium oferecia soluções para atendimento ao cliente nas redes sociais e análise de sentimento. De sua fundação até sua aquisição em 2017, Lithium obteve mais de 150 milhões de dólares em financiamento através de várias rodadas de investimento. Lithium trabalhava com mais de 300 marcas globais, incluindo Airbnb, AT&T, Sephora e Spotify.